# RBM26
RBM26‏ (RNA binding motif protein 26) هوَ بروتين يُشَفر بواسطة جين RBM26 في الإنسان.